# 김민수 (1979년생 희극인)
김민수(1979년 2월 28일 ~ )는 대한민국의 희극 배우이다. 경기대학교의 교정학 학사이며, 소속사는 이엔티팩토리이다. SBS 7기 공채 개그맨으로 데뷔하였다.
2007년 레이싱모델 오민혁과 결혼했다가 2010년 이혼했고, 2016년 1월 재혼했다.

## 출연작

### 방송
- 웃음을 찾는 사람들 (SBS)
- 와이드 연예뉴스 (Mnet)
- 슈퍼바이킹 (SBS)
- 고스트 팡팡 (SBS)
- 코미디빅리그 (tvN)
- 비커밍 (비욘드동아)
- 토요일톡리그 (tvN)
- 생방송 톡!톡! 보니하니
- 재밌는 TV 롤러코스터
- 코미디 빅리그 시즌2, 시즌3
  - 개파르타 팀 〈양꾼기획〉- 사장님 역
- SNL 코리아
- 비커밍
- 개그공화국
- 개승자 (KBS 2TV)

## 공연
- 창원 - 개그 연합콘서트